# Ar-Ruszajda
Ar-Ruszajda (arab. الرشيدة) – wieś w Syrii, w muhafazie As-Suwajda. W 2004 roku liczyła 796 mieszkańców.